# IC 941
IC 941 је спирална галаксија у сазвјежђу Волар која се налази на листи објеката дубоког неба у Индекс каталогу.
Деклинација објекта је + 24° 0' 56" а ректасцензија 13h 48m 35,6s. Привидна величина (магнитуда) објекта IC 941 износи 14,4 а фотографска магнитуда 15,2. IC 941 је још познат и под ознакама MCG 4-33-7, CGCG 132-16, NPM1G +24.0326, PGC 48998.